# Valeu
Valeu é uma expressão popular (gíria), muito usada no dia-dia da língua portuguesa no Brasil.
A palavra é usada como um agradecimento, significando assim o obrigado e também , usado, como uma despedida , "tchau", "valeu". Muito usada entre os jovens do país inteiro. Há vestígios de que a expressão tenha surgido entre os jovens da classe média do Rio de Janeiro em meados do século XX[carece de fontes?].
No Latim, despede-se dizendo Vale (no singular, quando a uma pessoa) ou Valete (no plural, quando a duas ou mais pessoas), formas imperativas do verbo Valere, que deu origem ao Valer, no português. O uso hodierno do Valeu para a despedida é, portanto, duma feliz coincidência histórica e etimológica.